# Fritz Köhlein

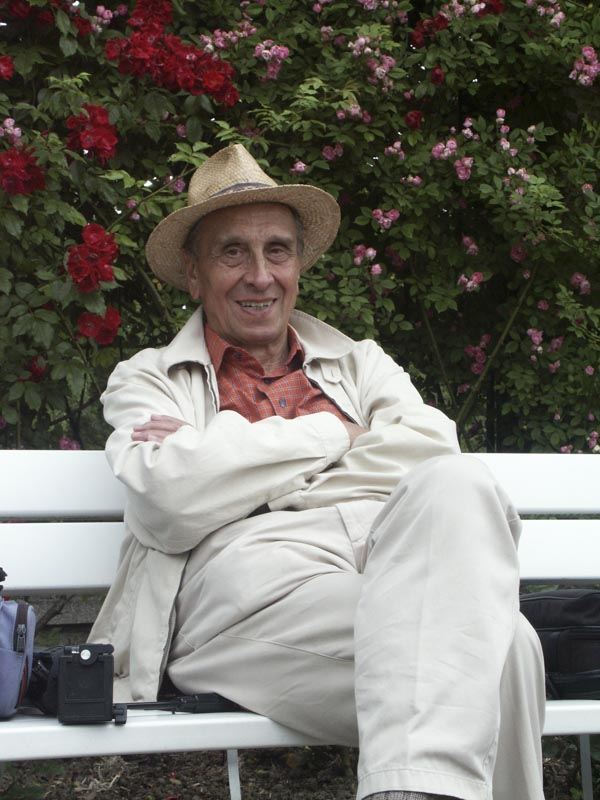
Fritz Köhlein in 2002

Fritz Köhlein (* 26. Dezember 1924 in Bayreuth; † 15. März 2023) war ein deutscher Sachbuchautor, der vor allem populär geschriebene Garten- und Pflanzenbücher veröffentlichte.

## Werdegang
Er war nach der Kriegsgefangenschaft Chemiker im Bereich Lacke. Zunächst als Sammler und Züchter bei den Gattungen Hemerocallis, Iris, Lilium, Sempervivum und Hosta tätig, begann er 1963 seine Tätigkeit als Schriftsteller, erst durch Beiträge in Fachzeitschriften, später als Buchautor. 1977 wurde er zum stellvertretenden Präsidenten der Gesellschaft der Staudenfreunde e. V. (G.d.S.) gewählt, eine ehrenamtliche Tätigkeit, die er neun Jahre innehatte. Seit Herausgabe der Fachzeitschrift Gartenpraxis gehörte er dem Beirat dieser Fachzeitschrift an. Köhlein lebte in Bindlach.
Er erhielt zahlreiche Auszeichnungen: Im Juli 1988 von der Universität Bayreuth den akademischen Grad eines Doktors der Naturwissenschaften ehrenhalber (Dr. rer. nat. h. c.), von der Deutschen Gartenbaugesellschaft den Buchpreis 1990, von der Gesellschaft der Staudenfreunde die Karl Foerster-Medaille in Bronze, Silber und Gold und vom Zentralverband Gartenbau den Karl Foerster-Ring.

## Werke (Auswahl)
- Pflanzen vermehren. 1972. (9 Auflagen)
- Gartenarbeiten. 1976.
- Freilandsukkulenten. 1977.
- Saxifragen. 1980.
- Iris. 1981.
- Primeln. 1984.
- Enziane und Glockenblumen. 1986.
- Kleine Pflanzen für kleine Gärten. 1989.
- Nelken. 1990.
- Schöne Troggärten und bepflanzte Steine. 1990.
- Schöne Rittersporne. Verlag Eugen Ulmer, 1992, ISBN 3-8001-6506-6.
- Hosta. (Funkien). Verlag Eugen Ulmer, 1993, ISBN 3-8001-6513-9.
- mit Peter Menzel: Das neue große Blumenbuch. Ulmer, 1992.
- Das grosse Buch der Steingartenpflanzen. Verlag Eugen Ulmer, 1994, ISBN 3-8001-6559-7.
- Die Haus- und Kübelpflanzen. 1997.
- Viola. Veilchen, Stiefmütterchen, Hornveilchen. Verlag Eugen Ulmer, 1997, ISBN 3-8001-6655-0.
- Mohn und Scheinmohn. Papaver, Meconopsis und andere Papaveraceae. Verlag Eugen Ulmer, 2003, ISBN 3-8001-3921-9.
- Freilandsukkulenten, Hauswurz, Fetthenne und Co. Verlag Eugen Ulmer, 2005, ISBN 3-8001-4603-7.
- Dauerhafte Gärten durch langlebige Stauden. Obst- u. Gartenbauverlag, 2005, ISBN 3-87596-117-X.

## Herausgeberschaften
- mit Alfred Feßler (Hrsg.): Kulturpraxis der Freiland-Schmuckstauden. Eugen Ulmer Verlag, 1997, ISBN 3-8001-6490-6.